# إبراهيم شحاتة الجويني
إبراهيم شحاتة الجويني (18 يناير 1927 - 5 يوليو 2018) هو معلق رياضي مصري، شغل عدة وظائف منها أمين صندوق الاتحاد الرياضي للقوات البحرية سنة 1956، وعضو اتحاد القوات المسلحة للألعاب الرياضية من سنة 1956 لسنة 1967.

## مسيرته
ولد إبراهيم شحاتة الجويني يوم 18 يناير 1927 بالإسكندرية. حصل على شهادة البكالوريوس في العلوم المالية والتجارية من جامعة فاروق الأول دور يونيو عام 1950. عمل في صفوف القوات البحرية برتبة ملازم حتى رتبة عميد وذلك من سنة 1950 حتى سنة 1975 قدم خلالها الكثير من الإنجازات الرياضية والتنظيمية والإعلامية التي أثرت الرياضة في مصر وحقق الكثير من الإنجازات لمصر عامة وللنادي الأوليمبي خاصة. عمل نائبًا لرئيس الأكاديمية العربية للنقل البحري (بدرجة مستشار) بين عامي 1975 و1992، كما عمل مستشارًا متطوعًا لرئيس المجلس الأعلى للشباب والرياضة وذلك منذ سنة 1991. تميز الجويني بقدرته التنظيمية الفائقة وعرف عنه صموده أمام التحديات والمشاكل ومواجهة الأزمات ووضع الحلول العلمية والعملية لها.
من الإنجازات التي تحسب له دوره البارز في إحراز بطولة الدوري العام لكرة القدم عام 1966 للنادي الأوليمبي، وكذلك الصعود بالنادي المذكور من الدرجة الأولى إلى الدوري الممتاز لكرة القدم.

## الجوائز
حاز الجويني وسام الاستحقاق الذهبي المئوي للاتحاد الدولي لكرة القدم (الفيفا)، وهو أعلى وسام رياضي عالمي يُمنح لشخص واحد من كل الاتحادات الوطنية المنضمة لعضويته، وقد اختير الجويني من مجلس إدارة الاتحاد المصري لكرة القدم لمنحه الوسام المذكور.

## وفاته
توفي الجويني في الساعات الأولى من صباح يوم الخميس 5 يوليو 2018 بأحد مستشفيات الإسكندرية بعد صراع مع المرض.